# Günther Arnberger
Günther Arnberger (* 17. April 1992 in Wien) ist ein österreichischer Fußballtorwart, der aktuell in der Regionalliga Ost bei der Wiener Viktoria das Tor hütet.

## Karriere
Arnberger begann seine Karriere bei Hellas Kagran. Nachdem er beim FC Stadlau gespielt hatte, kam er 2002 in die Jugend des FK Austria Wien, für den er später auch in der Akademie spielte. Im November 2009 debütierte er gegen den FC Wacker Innsbruck für die Zweitmannschaft der Austria in der zweiten Liga. Im Februar 2010 stand er erstmals im Bundesligakader von Austria Wien. Mit der Zweitmannschaft musste er ab der Saison 2010/11 in der Regionalliga Ost spielen, da Zweitmannschaften aus dem österreichischen Profifußball ausgeschlossen worden waren.
Im Juli 2013 wurde er an den Zweitligisten First Vienna FC 1894 verliehen. Mit der Vienna musste er zu Saisonende in die Regionalliga absteigen. Im Sommer 2014 wurde er fest verpflichtet. Im Sommer 2015 wurde er vom niederösterreichischen Landesligisten SV Langenrohr verpflichtet. Kurz vor Ende der Saison 2016/17 erhielt er vom Land Niederösterreich die Auszeichnung "Torwart des Jahres".